# Manolo Fortich
Manolo Fortich (Bayan ng Manolo Fortich) är en kommun i Filippinerna. Kommunen ligger på ön Mindanao, och tillhör provinsen Bukidnon. Folkmängden uppgår till 74 252 invånare.

## Barangayer
Manolo Fortich är indelat i 22 barangayer.
| - Agusan Canyon - Alae - Dahilayan - Dalirig - Damilag - Diclum - Guilang-guilang - Kalugmanan - Lindaban - Lingion - Lunocan | - Maluko - Mambatangan - Mampayag - Minsuro - Mantibugao - Tankulan (Pob.) - San Miguel - Sankanan - Santiago - Santo Niño - Ticala |